# Американо-северомакедонские отношения
Американо-северомакедонские отношения — двусторонние дипломатические отношения между США и Северной Македонией. 

## История
Северная Македония и Соединенные Штаты сотрудничают по широкому спектру политических, экономических, культурных, военных и социальных вопросов. В 1991 году Республик Македония получила независимость от Югославии, Соединенные Штаты официально признали Республику Македонию в 1994 году, а дипломатические отношения установили в 1995 году. В ноябре 2004 года Соединенные Штаты признали страну под её тогдашним конституционным названием: Республика Македония. Соединённые Штаты решительно поддерживают стремления Северной Македонии по полной интеграции в евроатлантические институты и стремятся помочь Северной Македонии в установлении верховенства права; повышения качества образования; содействуют развитию свободы средств массовой информации и строительству более демократической основы государства. В 2001 году Соединенные Штаты и их европейские союзники действовали решительно во время гражданского конфликта в Республике Македонии, который вырос из этнической напряжённости, благодаря их усилиям правительство Республики Македонии и повстанцы пришли к соглашению прекратить огонь.

## Торговля
Соединенные Штаты поддерживают переход Северной Македонии к рыночной экономике. В 2003 году Республика Македония стала членом Всемирной торговой организации. В 2014 году общий объем торговли между Республикой Македонией и США составил сумму в 196 млн долларов США, что на 15,2 % больше чем в 2013 году. США поставляет в Северную Македонию: электронную технику и оборудование. Северомакедонский экспорт в США: табак, одежда, железо и сталь.